# Ruta 206 (Chile)
La Ruta 206 es una carretera chilena que abarca la región de Los Ríos en el sur de Chile. La ruta se inicia en Paillaco y finaliza en Valdivia. 
Entre los años 1986 y 2010, le fue asignado el rol 207, derogado el año 2010 mediante el Decreto MOP 120. Anteriormente fue parte del Camino Longitudinal, hasta la inauguración de la denominada "Variante Valdivia", correspondiente al trazado actual de la Ruta 5 Sur entre San José de La Mariquina y Paillaco, según se puede constatar en documentos de la época tales como las Cartas Camineras del MOP del año 1980.

## Áreas Geográficas y Urbanas
- kilómetro 0 Autopista de los Ríos kilómetro 860
- kilómetro 47 Comuna de Valdivia.

## Descripción de la Carretera
Se destaca por sus múltiples elevaciones (cuestas) como la Cuesta del Cero, que es la más alta de la ruta. También se encuentran varios puentes, como el Puente Santo Domingo y el Puente El Rincón de la Piedra. La velocidad máxima permitida es de 100 km/h y en cruces y escuelas rurales es de 60 km/h.
Debido a la alta tasa de accidentabilidad en ella, y a su importancia como acceso sur a Valdivia, capital de la Región de Los Ríos, existen planes de mejorar el trazado y la seguridad de esta ruta, pasando de un perfil de calzada bidireccional simple, a un estándar de autopista.

## Sectores de la Ruta
- Paillaco - Valdivia Carretera Pavimentada.
- Huichahue Cuesta del Cero.

## Enlaces (Cruces)
Kilómetro 0: Ruta 5 Sur (Autopista Ruta de Los Ríos) Kilómetro 860
Kilómetro 2: Paillaco, La Luma
Kilómetro 5: Los Notros
Kilómetro 8: Reumén, Futrono
Kilómetro 10: El Manzano
Kilómetro 14: La Huacha
Kilómetro 22: Los Guindos
Kilómetro 23: Camán, Límite Comunal Valdivia-Paillaco
Kilómetro 29: Casa Blanca (Sector en Valdivia)
Kilómetro 32: La Unión por camino antiguo (Ruta T-60), Corral (Vía por tierra)
Kilómetro 33: Rincón de la Piedra
Kilómetro 36 y 38: Piedra Blanca 
Kilómetro 38 y 40: Vuelta La Culebra
Kilómetro 43: Las Gaviotas